# Massimo Ceccotti
Massimo Ceccotti (Assago, 21 aprile 1931 – Roma, 22 dicembre 2007) è stato un giocatore di baseball, allenatore di baseball e dirigente sportivo italiano.
Nacque come giocatore di baseball, poi passò all'allenamento e dal 1978 al 1983 fu segretario generale della Federazione Italiana Baseball Softball. Ricoprì la stessa carica nella Federazione Italiana Pallacanestro dal 1985 al 1994 e nella Federazione Italiana di Atletica Leggera dal 1997 al 1999.
È stato tra i fondatori della Lega Universitaria di Basket italiana e al momento della morte ne era il segretario. Ha diretto l'accademia del baseball di Tirrenia e ha fatto parte della commissione per la scelta degli atleti da inserire nella Hall of Fame del baseball italiano.